# Maxine Cooper Gomberg
Maxine Cooper Gomberg früher Maxine Cooper (* 12. Mai 1924 in Chicago, Illinois; † 4. April 2009 in Los Angeles, Kalifornien) war eine US-amerikanische Schauspielerin.

## Leben und Karriere
Maxine Cooper besuchte zunächst das Bennington College in Vermont und studierte danach Schauspiel am Pasadena Playhouse. 1946 reiste sie nach Europa, wo sie unter anderem in Fernsehproduktionen der BBC auftrat. Nach fünf Jahren kehrte sie in die Vereinigten Staaten zurück. Ihr Spielfilmdebüt hatte sie in Robert Aldrichs Film noir-Klassiker Rattennest.
Aldrich besetzte sie in der Folge auch in Herbststürme und Was geschah wirklich mit Baby Jane?.
Daneben trat sie seit Mitte der 1950er Jahre in verschiedenen Fernsehserien wie Perry Mason und Twilight Zone als Gaststar auf. 1957 heiratete sie den Drehbuchautor und Filmproduzenten Sy Gomberg und zog sich in den 1960er Jahren aus dem Showgeschäft zurück.

## Filmografie (Auswahl)

### Filme
- 1955: Rattennest (Kiss Me Deadly)
- 1956: Herbststürme (Autumn Leaves)
- 1957: 714 antwortet nicht (Zero Hour!)
- 1962: Was geschah wirklich mit Baby Jane? (What Ever Happened to Baby Jane?)

### Fernsehen
- 1955: Alfred Hitchcock präsentiert
- 1958: Perry Mason
- 1959: Twilight Zone